# Netelia tarsatus
Netelia tarsatus là một loài tò vò trong họ Ichneumonidae.